# 市村正親
市村 正親（いちむら まさちか、1949年1月28日 - ）は、日本のミュージカル俳優、声優。埼玉県川越市出身。ホリプロ所属。

## 略歴
埼玉県川越市生まれ。一人っ子。父・信行は元軍人であったが、川越のローカル月刊紙『武州新報』を立ち上げ新聞記者となった。母・こうは飲食店を営んでいた。埼玉県川越商業高校、舞台芸術学院卒業後、俳優の西村晃の付き人を21歳から24歳までの3年間にわたって務める。
1973年、劇団四季『イエス・キリスト＝スーパースター（後に『ジーザス・クライスト＝スーパースター』）』の端役を狙ってオーディションを受け合格、後にヘロデ役を獲得してデビュー。翌年、正式に劇団四季へ入団。『エクウス』では全裸での演技が話題となった。『オペラ座の怪人』では主役のオペラ座の怪人を務め、1989年『第40回NHK紅白歌合戦』で「オペラ座の怪人」の楽曲を歌唱するなど、1980年代の劇団四季を代表する看板俳優となるまでに至るも、1990年に同劇団を退団。退団後はミュージカル、ストレートプレイ、一人芝居、映像作品、声優など様々なフィールドで活躍。名ミュージカル俳優と称されるほど演技水準は高く、『ミス・サイゴン』で演じたエンジニア役では「世界一のエンジニア」と言われるほどのエンターテーナーぶりを見せた。
2007年、春の紫綬褒章を受章。2014年7月、初期の胃がんにより出演中だったミュージカル『ミス・サイゴン』を降板（代役は筧利夫）。また主演予定だったドラマ『おやじの背中』第10話も降板した（代役は小林隆）。同年9月3日、復帰会見を開き、10月上旬にミュージカル『モーツァルト!』の稽古から仕事復帰した。2015年9月、舞台『NINAGAWA マクベス』出演中に右ひざ半月板を損傷、公演終了を待って手術を実施した。2019年、春の旭日小綬章を受章。

### 私生活
1984年に劇団四季の女優の八重沢真美と結婚したが、2003年5月に離婚。八重沢との間に子供はいない。
2005年12月8日、女優の篠原涼子と再婚。2001年に上演された彩の国シェイクスピア・シリーズ『ハムレット』で市村がハムレット役、篠原がオフィーリア役を務め、舞台共演をきっかけに知り合った。2008年5月に第一子となる長男が誕生。2012年2月に第二子となる次男が誕生。2021年7月24日、篠原との離婚を発表。長男と次男の親権は市村が持つ。
2021年9月から12月まで上演された市村主演のミュージカル『オリバー!』で長男・市村優汰が俳優デビュー。ミュージカルでの親子共演が実現した。優汰は市村と同じ芸能事務所のホリプロに所属している。

## 人物
- 高校3年生の時に滝沢修が主演を務めていた舞台『オットーと呼ばれる日本人』を観たことがきっかけで役者を志したと語る[4][6][8][9]。
- 俳優として活動する傍ら、岩谷時子音楽文化振興財団の評議員を務めている。
- 出身地である川越市より、2004年から小江戸川越大使を委嘱されている[19][20]。PRポスター[21]や市制100周年記念誌[22]への協力、ウェスタ川越での舞台公演など、積極的に活動している。
- 大泉洋が主演したドラマ『ノーサイド・ゲーム』に市村がハマり、大泉に「君のチームを応援しているんだ。もうちょっとテンション上げてほしい。」とダメ出しのメールを送ったところ、大泉が受け入れた為に、最終回までに別人物のように芝居が変わってしまったという[23]。

## 出演（舞台）
公演日程が年末・年始を跨ぐ場合は終了年に記載
| 出演年  | 月                                   | 作品名                                                                            |
| ------- | ------------------------------------ | --------------------------------------------------------------------------------- |
| 1973年  | 6-7月                                | イエス・キリスト＝スーパースター （後に「ジーザス・クライスト＝スーパースター」） |
| 1973年  | 7月                                  | ゆかいなどろぼうたち                                                              |
| 1974年  | 2月                                  | ウエストサイド物語                                                                |
| 1974年  | 4-5月                                | キューちゃんの鐘                                                                  |
| 1974年  | 7-8月                                | ウエストサイド物語                                                                |
| 1974年  | 8月                                  | キューちゃんの鐘                                                                  |
| 1974年  | 10-12月                              | ウエストサイド物語                                                                |
| 1974年  | 10-11月                              | キューちゃんの鐘                                                                  |
| 1975年  | 5月                                  | ヴェローナの恋人たち                                                              |
| 1975年  | 6-9月                                | 雪ん子                                                                            |
| 1975年  | 7-8月                                | ヴェローナの恋人たち                                                              |
| 1975年  | 10-12月                              | ヴェローナの恋人たち                                                              |
| 1975年  | 11-3月                               | エクウス                                                                          |
| 1976年  | 11-3月                               | エクウス                                                                          |
| 4月     | ジーザス・クライスト＝スーパースター |                                                                                   |
| 4-6月   | ブレーメンの音楽隊                   |                                                                                   |
| 7月     | ジーザス・クライスト＝スーパースター |                                                                                   |
| 8月     | ブレーメンの音楽隊                   |                                                                                   |
| 8-10月  | エクウス                             |                                                                                   |
| 10-12月 | ジーザス・クライスト＝スーパースター |                                                                                   |
| 12月    | 青い鳥                               |                                                                                   |
| 1977年  | 1月                                  | ジーザス・クライスト＝スーパースター                                              |
| 1977年  | 6-9月                                | ヴェニスの商人                                                                    |
| 1977年  | 9-10月                               | ウエストサイド物語                                                                |
| 1978年  | 1-2月                                | カッコーの巣をこえて                                                              |
| 1978年  | 2-4月                                | エクウス                                                                          |
| 1978年  | 5月                                  | カッコーの巣をこえて                                                              |
| 1978年  | 7月                                  | 王様の耳はロバの耳                                                                |
| 1978年  | 8月                                  | ヴェニスの商人                                                                    |
| 1978年  | 9-10月                               | ひばり                                                                            |
| 1978年  | 10-12月                              | ウエストサイド物語                                                                |
| 1978年  | 10/28                                | ヴェニスの商人                                                                    |
| 1979年  | 1月                                  | ジーザス・クライスト＝スーパースター                                              |
| 1979年  | 3月                                  | 越路吹雪ドラマチックリサイタル                                                    |
| 1979年  | 4月                                  | ウエストサイド物語                                                                |
| 1979年  | 6月                                  | リトル・ナイト・ミュージック                                                      |
| 1979年  | 6月                                  | 人間になりたがった猫                                                              |
| 1979年  | 7月                                  | ジーザス・クライスト＝スーパースター                                              |
| 1979年  | 9-10月                               | 人間になりたがった猫                                                              |
| 1979年  | 9月                                  | コーラスライン                                                                    |
| 1979年  | 11-12月                              | 青い鳥                                                                            |
| 1980年  | 1-2月                                | コーラスライン                                                                    |
| 1980年  | 7月                                  | かもめ                                                                            |
| 1980年  | 9-12月                               | コーラスライン                                                                    |
| 1980年  | 9-10月                               | エレファントマン                                                                  |
| 1980年  | 10月                                 | かもめ                                                                            |
| 1981年  | 4-5月                                | ジーザス・クライスト＝スーパースター                                              |
| 1981年  | 5-7月                                | エレファントマン                                                                  |
| 1981年  | 7月                                  | エクウス                                                                          |
| 1981年  | 7-8月                                | 人間になりたがった猫                                                              |
| 1981年  | 9-11月                               | コーラスライン                                                                    |
| 1981年  | 11月                                 | 人間になりたがった猫                                                              |
| 1982年  | 3-4月                                | エビータ                                                                          |
| 1982年  | 5月                                  | コーラスライン                                                                    |
| 1982年  | 7月                                  | アプローズ                                                                        |
| 1982年  | 8月                                  | 人間になりたがった猫                                                              |
| 1982年  | 9-1月                                | エビータ                                                                          |
| 1983年  | 9-1月                                | エビータ                                                                          |
| 2月     | ユリディス                           |                                                                                   |
| 2-3月   | アプローズ                           |                                                                                   |
| 5-6月   | アンデルセン物語（後に「ハンス」）   |                                                                                   |
| 6月     | フェードル                           |                                                                                   |
| 7月     | ジーザス・クライスト＝スーパースター |                                                                                   |
| 8月     | 人間になりたがった猫                 |                                                                                   |
| 9-10月  | アプローズ                           |                                                                                   |
| 10月    | エクウス                             |                                                                                   |
| 1984年  | 1-11月                               | キャッツ                                                                          |
| 1984年  | 3-4月                                | 日曜はダメよ！                                                                    |
| 1984年  | 8月                                  | 人間になりたがった猫                                                              |
| 1984年  | 9-12月                               | 日曜はダメよ！                                                                    |
| 1985年  | 1-2月                                | トロイ戦争は起こらないだろう                                                      |
| 1985年  | 3-10月                               | コーラスライン                                                                    |
| 1985年  | 11-2月                               | ドリーミング                                                                      |
| 1986年  | 11-2月                               | ドリーミング                                                                      |
| 1-4月   | キャッツ                             |                                                                                   |
| 6月     | エクウス                             |                                                                                   |
| 8月     | オーファンズ -孤児たち-              |                                                                                   |
| 9月     | コーラスライン                       |                                                                                   |
| 11月    | ロミオとジュリエット                 |                                                                                   |
| 1987年  | 1-5月                                | キャッツ                                                                          |
| 1987年  | 1-2月                                | ハンス                                                                            |
| 1987年  | 2月                                  | ロミオとジュリエット                                                              |
| 1987年  | 4-5月                                | ハンス                                                                            |
| 1987年  | 4-5月                                | ジーザス・クライスト＝スーパースター                                              |
| 1987年  | 6-10月                               | 夢から醒めた夢                                                                    |
| 1987年  | 6-7月                                | コーラスライン                                                                    |
| 1987年  | 8月                                  | オーファンズ -孤児たち-                                                           |
| 1987年  | 9-12月                               | ジーザス・クライスト＝スーパースター                                              |
| 1987年  | 12月                                 | ハンス                                                                            |
| 1988年  | 1-2月                                | 35ステップス                                                                      |
| 1988年  | 4-9月                                | オペラ座の怪人                                                                    |
| 1988年  | 10-11月                              | ハンス                                                                            |
| 1988年  | 12-7月                               | オペラ座の怪人                                                                    |
| 1989年  | 12-7月                               | オペラ座の怪人                                                                    |
| 10月    | M.バタフライ                         |                                                                                   |
| 11月    | 夢から醒めた夢                       |                                                                                   |
| 1990年  | 1月                                  | M.バタフライ                                                                      |
| 1990年  | 2月                                  | ハンス                                                                            |
| 1990年  | 4-5月                                | M.バタフライ                                                                      |
| 1990年  | 10月                                 | エクウス                                                                          |

| 出演年    | 月                                                             | 作品名                     |
| --------- | -------------------------------------------------------------- | -------------------------- |
| 1991年    | 7月                                                            | おちも堕ちたり             |
| 1991年    | 10-11月                                                        | ラヴ・レターズ             |
| 1992年    | 4-12月                                                         | ミス・サイゴン             |
| 1993年    | 1-9月                                                          | ミス・サイゴン             |
| 1993年    | 10-11月                                                        | キャバレー                 |
| 1993年    | 12-1月                                                         | ラ・カージュ・オ・フォール |
| 1994年    | 12-1月                                                         | ラ・カージュ・オ・フォール |
| 3月       | ラヴ                                                           |                            |
| 6月       | お夏狂乱                                                       |                            |
| 7月       | そして誰もいなくなった                                         |                            |
| 9-11月    | キャバレー                                                     |                            |
| 12-1月    | スクルージ                                                     |                            |
| 12-1月    | スクルージ                                                     | 1995年                     |
| 5-9月     | 回転木馬                                                       |                            |
| 10月      | 越前竹人形                                                     |                            |
| 12月      | SHE LOVES ME                                                   |                            |
| 1996年    | 1-3月                                                          | ラヴ                       |
| 1996年    | 4-5月                                                          | 回転木馬                   |
| 1996年    | 7-8月                                                          | 回転木馬                   |
| 1996年    | 10-11月                                                        | 蜘蛛女のキス               |
| 1996年    | 12月                                                           | クリスマス・キャロル       |
| 1997年    |                                                                |                            |
| 3月       | SHE LOVES ME                                                   |                            |
| 5月       | 市村座 唄う旗揚げ公演                                          |                            |
| 8月       | SHE LOVES ME                                                   |                            |
| 8月       | ラヴ・レターズ                                                 |                            |
| 10月      | ラ・カージュ・オ・フォール                                     |                            |
| 12月      | スクルージ                                                     |                            |
| 12月      | ラヴ・レターズ                                                 |                            |
| 1998年    |                                                                |                            |
| 2月       | ザッツ・ジャパニーズ・ミュージカル                             |                            |
| 3-5月     | ミザリー                                                       |                            |
| 5-8月     | 蜘蛛女のキス                                                   |                            |
| 9月       | モーツァルトの手紙                                             |                            |
| 10月      | 市村座                                                         |                            |
| 11月      | SHE LOVES ME                                                   |                            |
| 12-1月    | クリスマス・キャロル                                           |                            |
| 12-1月    | クリスマス・キャロル                                           | 1999年                     |
| 2-3月     | リチャード三世                                                 |                            |
| 4月       | ラ・カージュ・オ・フォール                                     |                            |
| 6月       | ART                                                            |                            |
| 8月       | ラ・カージュ・オ・フォール                                     |                            |
| 8/31,9/2  | サイトウ・キネン・フェスティバル松本                           |                            |
| 9-10月    | KUNISADA国定忠治                                               |                            |
| 10月      | ラヴ・レターズ                                                 |                            |
| 11月      | 唄う市村座                                                     |                            |
| 12月      | スクルージ                                                     |                            |
| 2000年    |                                                                |                            |
| 2-3月     | ニジンスキー                                                   |                            |
| 3月       | 時は…今                                                        |                            |
| 5-6月     | 市村座                                                         |                            |
| 6-7月     | ザッツ・ジャパニーズ・ミュージカル                             |                            |
| 7-8月     | 星の王子さま                                                   |                            |
| 9-10月    | きみはいい人、チャーリー・ブラウン                             |                            |
| 11月      | 芸・話・人                                                     |                            |
| 12-1月    | シラノ・ザ・ミュージカル                                       |                            |
| 12-1月    | シラノ・ザ・ミュージカル                                       | 2001年                     |
| 2-3月     | きみはいい人、チャーリー・ブラウン                             |                            |
| 4/14      | 老妓抄                                                         |                            |
| 5月       | ART                                                            |                            |
| 7月       | 平成市村座                                                     |                            |
| 9-11月    | ハムレット                                                     |                            |
| 11月      | 桜の園                                                         |                            |
| 12月      | クリスマス・キャロル                                           |                            |
| 2002年    |                                                                |                            |
| 3-4月     | You Are The Top〜今宵の君                                      |                            |
| 3/25,26   | Thank you! Broadway!                                           |                            |
| 5-6月     | ストーンズ・イン・ヒズ・ポケッツ                               |                            |
| 7-9月     | 海の上のピアニスト                                             |                            |
| 9/11      | Thank you! Broadway! Vol. 2                                    |                            |
| 10-12月   | モーツァルト！                                                 |                            |
| 2003年    |                                                                |                            |
| 2-5月     | ペリクリーズ                                                   |                            |
| 3/28-4/5  | ペリクリーズ （ロンドン公演）                                  |                            |
| 6-8月     | 海の上のピアニスト                                             |                            |
| 9-10月    | オモチャ箱                                                     |                            |
| 12-2月    | リチャード三世                                                 |                            |
| 12-2月    | リチャード三世                                                 | 2004年                     |
| 4-5月     | 屋根の上のヴァイオリン弾き                                     |                            |
| 6月       | 新市村座                                                       |                            |
| 8-11月    | ミス・サイゴン                                                 |                            |
| 12月      | クリスマス・キャロル                                           |                            |
| 2005年    |                                                                |                            |
| 2-4月     | デモクラシー                                                   |                            |
| 6-8月     | モーツァルト！                                                 |                            |
| 9月       | ペール・ギュントの旅                                           |                            |
| 10-11月   | モーツァルト！                                                 |                            |
| 2006年    |                                                                |                            |
| 1-2月     | 屋根の上のヴァイオリン弾き                                     |                            |
| 3-5月     | ライフ・イン・ザ・シアター                                     |                            |
| 7-8月     | ダンス・オブ・ヴァンパイア                                     |                            |
| 10-11月   | ペテン師と詐欺師                                               |                            |
| 2007年    |                                                                |                            |
| 1-2月     | スウィーニー・トッド                                           |                            |
| 6-7月     | 氷屋来たる                                                     |                            |
| 8-10月    | ヴェニスの商人                                                 |                            |
| 11-12月   | モーツァルト！                                                 |                            |
| 2008年    |                                                                |                            |
| 1-3月     | ペテン師と詐欺師                                               |                            |
| 7-8月     | ミス・サイゴン                                                 |                            |
| 9-10月    | キーン                                                         |                            |
| 12-1月    | ラ・カージュ・オ・フォール                                     |                            |
| 12-1月    | ラ・カージュ・オ・フォール                                     | 2009年                     |
| 2-3月     | ミス・サイゴン                                                 |                            |
| 6-7月     | 炎の人                                                         |                            |
| 10月      | 屋根の上のヴァイオリン弾き                                     |                            |
| 12-1月    | ANJIN イングリッシュサムライ （後に「家康と按針」）            |                            |
| 12-1月    | ANJIN イングリッシュサムライ （後に「家康と按針」）            | 2010年                     |
| 3月       | それぞれのコンサート                                           |                            |
| 6月       | キャンディード                                                 |                            |
| 8-9月     | ロックンロール                                                 |                            |
| 11-1月    | モーツァルト！                                                 |                            |
| 11-1月    | モーツァルト！                                                 | 2011年                     |
| 5-7月     | スウィーニー・トッド                                           |                            |
| 11月      | 炎の人                                                         |                            |
| 2012年    |                                                                |                            |
| 1-2月     | ラ・カージュ・オ・フォール                                     |                            |
| 4月       | エンロン                                                       |                            |
| 7-9月     | ミス・サイゴン                                                 |                            |
| 12月      | 家康と按針                                                     |                            |
| 12-1月    | ミス・サイゴン                                                 |                            |
| 12-1月    | ミス・サイゴン                                                 | 2013年                     |
| 1/31-2/9  | 家康と按針（ロンドン公演）                                     |                            |
| 3-4月     | 屋根の上のヴァイオリン弾き                                     |                            |
| 5-6月     | スウィーニー・トッド                                           |                            |
| 9-10月    | それからのブンとフン                                           |                            |
| 12月      | スクルージ                                                     |                            |
| 2014年    |                                                                |                            |
| 3-4月     | ラブ・ネバー・ダイ                                             |                            |
| 7-10月    | ミス・サイゴン                                                 |                            |
| 11-12月   | モーツァルト！                                                 |                            |
| 2015年    |                                                                |                            |
| 2-3月     | ラ・カージュ・オ・フォール                                     |                            |
| 4-5月     | ART                                                            |                            |
| 9-10月    | NINAGAWA マクベス                                              |                            |
| 10-12月   | プリンス・オブ・ブロードウェイ（声のみの出演）                 |                            |
| 12月      | スクルージ                                                     |                            |
| 2016年    |                                                                |                            |
| 4-5月     | スウィーニー・トッド                                           |                            |
| 7/10      | 第54回パリ祭 シャンソンの祭典（ゲスト出演）                    |                            |
| 8-9月     | 市村座2016                                                     |                            |
| 10-1月    | ミス・サイゴン                                                 |                            |
| 10-1月    | ミス・サイゴン                                                 | 2017年                     |
| 4-5月     | 紳士のための愛と殺人の手引き                                   |                            |
| 6-8月     | NINAGAWA マクベス（6月香港)                                    |                            |
| 10-11月   | NINAGAWA マクベス （10月ロンドン、プリマス / 11月シンガポール) |                            |
| 12-2月    | 屋根の上のヴァイオリン弾き                                     |                            |
| 12-2月    | 屋根の上のヴァイオリン弾き                                     | 2018年                     |
| 3-4月     | ラ・カージュ・オ・フォール                                     |                            |
| 5月       | 市村座2018                                                     |                            |
| 5-7月     | モーツァルト！                                                 |                            |
| 7/21-7/25 | NINAGAWA マクベス (ニューヨークDavid H. Koch Theater)          |                            |
| 8月       | モーツァルト！                                                 |                            |
| 10月      | 生きる                                                         |                            |
| 2019年    |                                                                |                            |
| 1-2月     | ラブ・ネバー・ダイ                                             |                            |
| 6-7月     | ドライビング・ミス・デイジー                                   |                            |
| 12月      | スクルージ                                                     |                            |
| 2020年    |                                                                |                            |
| 2/21      | ラヴ・レターズ                                                 |                            |
| 5-9月     | ミス・サイゴン（公演中止）                                     |                            |
| 8/17      | THE MUSICAL CONCERT at IMPERIAL THEATRE                        |                            |
| 9/7       | スジナシBLITZシアター                                          |                            |
| 10-11月   | 生きる                                                         |                            |
| 12/13     | ホリプロミュージカル・コンサート                               |                            |
| 2021年    |                                                                |                            |
| 2-3月     | 屋根の上のヴァイオリン弾き                                     |                            |
| 4-6月     | モーツァルト！（公演一部中止）                                 |                            |
| 9-12月    | オリバー!                                                      |                            |
| 2022年    |                                                                |                            |
| 3-5月     | ラ・カージュ・オ・フォール（公演一部中止）                     |                            |
| 7-11月    | ミス・サイゴン（公演一部中止）                                 |                            |
| 12月      | スクルージ                                                     |                            |
| 2023年    |                                                                |                            |
| 2-3月     | 「市村座」 役者生活五十年の集大成！                            |                            |
| 7/19      | 市村正親 50th Anniversary Special Live                         |                            |
| 9月       | 生きる                                                         |                            |
| 2024年    | 3-4月                                                          | スウィーニー・トッド       |
| 2024年    | 8-11月                                                         | モーツァルト！             |
| 2025年    |                                                                |                            |
| 1-2月     | ラブ・ネバー・ダイ                                             |                            |
| 2/27-28   | CONCERT「THE BEST」                                            |                            |
| 3-6月     | 屋根の上のヴァイオリン弾き                                     |                            |
| 7月-      | ハリー・ポッターと呪いの子（予定）                             |                            |
| 10-11月   | エノケン（予定）                                               |                            |

## 出演（映像）

### 映画
- 涙になりたい（1966年5月18日、日活） - チンピラB 役
- ホテル ビーナス（2004年3月6日、アスミック・エース・松竹） - ビーナス 役
- ベロニカは死ぬことにした（2006年2月4日、角川映画） - 院長 役
- 十三人の刺客（2010年9月25日、東宝）- 鬼頭半兵衛 役
- ステキな金縛り（2011年10月29日、東宝） - 阿倍つくつく 役
- テルマエ・ロマエ（2012年4月28日、東宝） - ハドリアヌス 役
  - テルマエ・ロマエII（2014年4月26日、東宝）
- 愛と誠（2012年6月16日、角川映画・東映） - 早乙女将吾 役
- のぼうの城（2012年11月2日、東宝・アスミック・エース） - 豊臣秀吉 役
- 劇場版 ATARU THE FIRST LOVE & THE LAST KILL（2013年9月14日、東宝） - 猪口誠 役
- 高台家の人々（2016年6月4日、東宝） - 高台茂正Jr.（マサオ） 役[30]
- 泥棒役者（2017年11月18日、ショウゲート） - 前園俊太郎 役[31]
- 燃えよ剣（2021年10月15日、東宝・アスミック・エース） - 本田覚庵 役[32]
- 劇場版 ルパンの娘（2021年10月15日、東映） - 円城寺豪 役
- そして、バトンは渡された（2021年10月29日、ワーナー・ブラザース映画） - 泉ヶ原 役[33]
- 碁盤斬り（2024年5月17日、キノフィルムズ） - 長兵衛 役[34]
- 夏目アラタの結婚（2024年9月6日、ワーナー・ブラザース映画） - 神波昌治 役[35]
- 港のひかり（2025年11月14日公開予定、東映 / スターサンズ） - 田辺智之 役[36]

### テレビドラマ
- 大河ドラマ（NHK） 
  - 獅子の時代（1980年） - 小此木恭平 役
  - 江〜姫たちの戦国〜（2011年） - 明智光秀 役
- 微笑天使（1981年1月8日 - 3月26日、毎日放送・TBS） - 原秀夫 役
- 古畑任三郎 3rd season「絶対音感殺人事件」（1999年5月18日、フジテレビ） - 黒井川尚 役
- 真夜中のアンデルセン（2002年8月9日、NHK総合）
- HR 第18話（2003年2月12日、フジテレビ） - 神野正親（チェッキー） 役
- 砂の器（2004年1月18日 - 3月28日、TBS） - 麻生譲 役
- オーダーメイド〜幸せ色の紳士服店〜 第5話（2004年12月27日、NHK総合） - 尾川峰山 役
- マイ☆ボス マイ☆ヒーロー（2006年7月8日 - 9月16日、日本テレビ） - 榊喜一 役
- バンビ〜ノ!（2007年4月18日 - 6月27日、日本テレビ） - 宍戸鉄幹 役
- ハタチの恋人（2007年10月14日 - 12月16日、TBS） - 鈴木風太 役
- 和田アキ子物語（2008年6月20日、フジテレビ） - 堀威夫 役
- JIN-仁- 完結編 第1話（2011年4月17日、TBS） - 佐久間象山 役
- ヤング ブラック・ジャック（2011年4月23日、日本テレビ） - 本間丈太郎 役
- 王様の家（2011年10月12日 - 12月14日、BS朝日） - 主演・平井陽介 役
  - スペシャルドラマ 王様の家（2013年9月23日）
- 伝説の監察医 オニグマの事件簿1（2012年3月5日、TBS） - 主演・熊井吾郎 役
  - 伝説の監察医 オニグマの事件簿2（2015年6月1日）
- 向田邦子ドラマスペシャル『蛇蝎のごとく』（2012年3月14日、テレビ東京） - 主演・古田修司 役
- ATARU（2012年4月15日 - 6月24日、TBS） - 猪口誠 役
  - ATARU スペシャル〜ニューヨークからの挑戦状!!〜（2013年1月6日）
- Oh,My Dad!! 第4・5・9・最終話（2013年8月1日 - 9月19日、フジテレビ） - 福原 役
- 連続テレビ小説 べっぴんさん（2016年度下半期、NHK） - 麻田茂男 役
- 嘘の戦争（2017年1月10日 - 3月14日、関西テレビ・フジテレビ） - 二科興三 役[37]
- 北風と太陽の法廷（2017年3月17日、日本テレビ） - 手塚六郎 役[38]
- 堂場瞬一サスペンス『検証捜査』（2017年7月5日、テレビ東京） - 重原功 役[39]
- 最後の同窓会（2017年11月26日、テレビ朝日） - 主演・高槻功 役[40]
- 家康、江戸を建てる（2019年1月2日・3日、NHK総合） - 徳川家康 役
- 集団左遷!!（2019年4月21日 - 6月23日、TBS）- 藤田秀樹 役
- ドクターX〜外科医・大門未知子〜 第6期（2019年10月17日 - 12月19日、テレビ朝日） - ニコラス・丹下 役[41]
- 必殺仕事人2020（2020年6月28日、テレビ朝日） - 湯川伊周 役[42]
- ルパンの娘 第2シリーズ 最終話（2020年12月10日、フジテレビ）- 円城寺豪 役
- 忠臣蔵狂詩曲No.5 中村仲蔵 出世階段（2021年12月4日・11日、NHK BSプレミアム / NHK BS4K） - 四代目 市川團十郎 役[43]
- 忍者に結婚は難しい（2023年1月5日 - 3月16日、フジテレビ） - 風富城水 役[44]
- 院内警察（2024年1月12日 - 3月22日、フジテレビ） - 横堀仁一 役[45]
- ビリオン×スクール（2024年7月5日 - 9月13日、フジテレビ） - 加賀美治 役[46]
- 藤子・F・不二雄 SF短編ドラマ シーズン3「タイムマシンを作ろう」（2025年3月25日、NHK BSプレミアム4K / 4月10日、NHK BS / 6月10日、NHK総合） - 未来の松井勝 役（長男・優汰と共演）[47]

### テレビ番組
- 元気すぎる70歳 市村正親の秘密（2019年5月5日、NHK BS1）[48]
- あしたが変わるトリセツショー（2022年5月12日 - [注 1]、NHK総合） - 助っ人エンターテイナー（MC）[49]
- さよなら帝国劇場 最後の1日 THE ミュージカルデイ（2025年2月28日、日本テレビ）[50]

NHK紅白歌合戦出場歴
| 年度   | 放送回 | 回 | 曲目           |
| ------ | ------ | -- | -------------- |
| 1989年 | 第40回 | 初 | オペラ座の怪人 |

### CM
- 江崎グリコ「カフェゼリー」（1982年）
- サントリー「ダイエット〈生〉クリアテイスト」（2008年）
- エスエス製薬「エスカップ」（2010年）
- 麒麟麦酒「キリンワインカクテル ワインスプリッツァ」（2012年）
- ソフトバンクモバイル（2013年 - 2014年）
- エーザイ「ナボリンS」（2014年）
- 明治「明治プロビオヨーグルトLG21」（2016年 - 2017年）[51][52]
- バンダイナムコエンターテインメント「アイドルマスター シンデレラガールズ スターライトステージ」（2017年）[53]

## 出演（声）

### 劇場アニメ
- ジャックと豆の木（1974年7月20日、日本ヘラルド映画） - ジャック 役
- サンリオ映画コレクション 妖精フローレンス（1985年、サンリオ映画制作部） - マイケル 役
- 劇場版ポケットモンスター ミュウツーの逆襲（1998年7月18日、東宝） - ミュウツー 役
- ジョバンニの島（2014年2月22日、ワーナー・ブラザース映画） - 瀬能辰夫 役
- くるみ割り人形（2014年11月29日、アスミック・エース） - ドロッセルマイヤー / 不思議婆さん / 人形遣い / 時計商人 役
- 映画ドラえもん のび太の宇宙英雄記（2015年3月7日、東宝） - イカーロス 役
- バースデー・ワンダーランド（2019年4月26日、ワーナー・ブラザース映画） - ヒポクラテス 役[54]
- ミュウツーの逆襲 EVOLUTION（2019年7月12日、東宝） - ミュウツー 役[55]
- 果てしなきスカーレット（2025年11月21日公開予定、ソニー・ピクチャーズ エンタテインメント） - アムレット 役[56]

### 吹き替え
- ナイトメアー・ビフォア・クリスマス（1994年10月15日） - ジャック・スケリントン 役
- ストリングス〜愛と絆の旅路〜（2007年4月28日） - カーロ 役
- Merry Christmas! 〜ロンドンに奇跡を起こした男〜（2018年11月30日） - エベニーザ・スクルージ 役：クリストファー・プラマー[57]
- ミニオンズ フィーバー（2022年7月15日） - ワイルド・ナックルズ 役[58]
- ロード・オブ・ザ・リング/ローハンの戦い（2024年12月27日） - ヘルム王 役：ブライアン・コックス[59]

### テレビアニメ
- ポケットモンスター（テレビ東京） - ミュウツー 役
  - ポケットモンスター ミュウツー! 我ハココニ在リ（2000年）
  - ポケットモンスター（2020年）[60]

### 人形劇
- シャーロック ホームズ（2014年、NHK） - ジョナサン・スモール 役
- みいつけた!・みいつけた!さん（2016年、NHK Eテレ） - いすのまちのコッシー / チェアース王国の王様「イスワル3世」 役[61]

### OVA
- ファイナルファンタジーVII アドベントチルドレン（2005年、スクウェア・エニックス） - レッドXIII 役 ※友情出演

### ゲーム
- 大乱闘スマッシュブラザーズDX（2001年、任天堂） - ミュウツー 役
- キングダム ハーツ（2002年、スクウェア） - ジャック・スケリントン 役
- キングダム ハーツ チェイン オブ メモリーズ（2004年、スクウェア・エニックス） - ジャック・スケリントン 役
- キングダム ハーツII（2005年、スクウェア・エニックス） - ジャック・スケリントン 役
- レイトン教授と奇跡の仮面（2011年、レベルファイブ） - ブロネフ・ライネル 役
- レイトン教授と超文明Aの遺産（2013年、レベルファイブ） - ブロネフ・ライネル 役
- ONE PIECE アンリミテッドワールド レッド（2013年、バンダイナムコゲームス） - レッド 役
- 仁王（2017年、コーエーテクモゲームス） - 徳川家康 役[62]

### ドラマCD
- くだんのはは（1987年、原作：小松左京） - 全文朗読作品
- サウンドピクチャーボックス ミュウツーの誕生（1999年） - ミュウツー 役

### ナレーション
- THE世界遺産（2008年4月6日 - 2010年3月28日、TBS）

### ラジオ
- いちご列車（TBSラジオ）

### その他
- 東京ディズニーランドのアトラクション「ホーンテッドマンション"ホリデーナイトメアー"」（2004年 - ） - ジャック・スケリントン 役
- サンリオピューロランドのメルヘンシアターにて上演された「ハローキティ生誕35周年作品」3Dミュージカルショー「ハローキティとオズの魔法の国」（2009年4月13日 - 2013年4月4日） - 魔法使いオズ 役
- 特別展「古代ギリシャ -時空を超えた旅-」（2016年、東京国立博物館平成館） - 古代ギリシャの旅の案内人（音声ガイド） 役、公式サポーター[63][64]

## 作品

### ディスコグラフィ
シングル
| 発売日                      | 規格                        | 規格品番                    | 面                          | タイトル                    | 作詞                        | 作曲                        | 編曲                        |
| Climax Record／徳間ジャパン | Climax Record／徳間ジャパン | Climax Record／徳間ジャパン | Climax Record／徳間ジャパン | Climax Record／徳間ジャパン | Climax Record／徳間ジャパン | Climax Record／徳間ジャパン | Climax Record／徳間ジャパン |
| --------------------------- | --------------------------- | --------------------------- | --------------------------- | --------------------------- | --------------------------- | --------------------------- | --------------------------- |
| 1982年3月25日               | EP                          | CMA-2025                    | A                           | 初めての日                  | なかにし礼                  | 筒美京平                    | 川村栄二                    |
| 1982年3月25日               | EP                          | CMA-2025                    | B                           | 道化師                      | なかにし礼                  | 筒美京平                    | 川村栄二                    |
| 1982年11月25日              | EP                          | CMA-2036                    | A                           | ホテル・ブルー              | 山川啓介                    | 筒美京平                    | 萩田光雄                    |
| 1982年11月25日              | EP                          | CMA-2036                    | B                           | ジーンズのジュリエット      | 山川啓介                    | 筒美京平                    | 萩田光雄                    |

アルバム
| 発売日                      | 規格                        | 規格品番                    | アルバム |
| Climax Record／徳間ジャパン | Climax Record／徳間ジャパン | Climax Record／徳間ジャパン | Climax Record／徳間ジャパン |
| --------------------------- | --------------------------- | --------------------------- | --- |
| 1982年3月25日               | LP                          | CMC-1004                    | 限りなく優しく ※全作詞：なかにし礼 全作曲：筒美京平 Side:A 1. 雨の電話ボックス（4:00） 2. 誕生日おめでとう（3:44） 3. ぼくの肩でお泣き（4:12） 4. 初めての日（4:10） 5. 偽りの結婚式（4:24） Side:B 1. 限りなく優しく（4:02） 2. 娼婦の哲学（3:39） 3. 刺青（4:01） 4. フェイド・アウト（4:59） 5. 道化師（4:48） |

### 書籍
エッセイ
- 『僕のカラダは考える』（扶桑社）2002年3月発行
- 『ステーキの横のクレソン』（朝日新聞出版）2010年9月発行
- 『役者ほど素敵な商売はない』（新潮社）2020年1月27日発行

写真集
- 『市村正親』撮影：稲越功一（朝日新聞社）2003年10月発行

## 受賞歴
- 1980年：第18回 ゴールデン・アロー賞演劇賞（『かもめ』『エレファントマン』）
- 1983年：第34回 芸術選奨文部大臣賞新人賞（『ユリディス』『エクウス』）
- 1992年：第18回 菊田一夫演劇賞大賞（『ミス・サイゴン』）
- 1992年：第47回 文化庁芸術祭賞（『ミス・サイゴン』）
- 1998年：第19回 松尾芸能賞演劇優秀賞（『ラ・カージュ・オ・フォール』『スクルージ』）
- 2002年：第10回 読売演劇大賞優秀男優賞（『海の上のピアニスト』『モーツァルト!』）
- 2002年：第53回 芸術選奨文部科学大臣賞（『海の上のピアニスト』）
- 2004年：第12回 読売演劇大賞優秀男優賞（『ミス・サイゴン』）
- 2005年：第30回 菊田一夫演劇賞大賞（『ミス・サイゴン』）
- 2007年：第44回 ゴールデン・アロー賞演劇賞
- 2007年：春の紫綬褒章[10]
- 2008年：第8回 朝日舞台芸術賞秋元松代賞（『キーン』『ラ・カージュ・オ・フォール』）
- 2008年：第16回 読売演劇大賞優秀男優賞（『キーン』『ラ・カージュ・オ・フォール』）
- 2009年：第17回 読売演劇大賞最優秀男優賞（『炎の人』）
- 2009年：第44回 紀伊國屋演劇賞個人賞（『炎の人』）
- 2011年：第2回 岩谷時子賞特別賞
- 2016年：第2回 森光子の奨励賞[65]
- 2017年：第25回 読売演劇大賞優秀男優賞（『紳士のための愛と殺人の手引き』『NINAGAWAマクベス』）
- 2019年：春の旭日小綬章[10]
- 2023年：第44回松尾芸能賞大賞[66]
- 2023年：第12回岩谷時子賞[67]
- 2024年：第66回毎日芸術賞（『スウィーニー・トッド』『モーツァルト!』）[68]